# Culture des Treilles
«  Rodézien » redirige ici. Ne pas confondre avec Rodésien ni Rhodésien.
Subdivisions
Ancien, Récent, Final
Objets typiques
pointes de silex, pendeloques
La culture des Treilles est une culture archéologique du Néolithique qui se développe entre 2600 av. J.-C. et 1700 av. J.-C. dans la région des Grands Causses dans le sud de la France. Elle tire son nom de la grotte des Treilles, située dans la commune de Saint-Jean-et-Saint-Paul (département de l'Aveyron).
Cette culture est en partie contemporaine de la culture campaniforme (2900-1900), d'échelle européenne (notamment en France du Nord-Ouest) et de la culture artenacienne (2900-2000), localisée dans la région Charente-Dordogne-Limousin.

## Historique
Au début du XXe siècle, les objets archéologiques découverts dans les dolmens ou les grottes de la région des Grands Causses provoque la reconnaissance d'une culture régionale néolithique spécifique, dont l'originalité repose sur trois caractères d'identification : une technique lithique propre, l'apparition du métal et la pratique de la trépanation. 
Cette culture est alors dénommée, selon les auteurs, « civilisation mégalithique des Grands Causses » ou « Énéolithique aveyronnais ». 
Dans les années 1950, Jean Arnal (1907-1987), médecin et préhistorien, propose de la nommer « Rodézien » (en choisissant Rodez, chef-lieu de l'Aveyron, comme site éponyme), mais ce choix n'est pas admis par tous les préhistoriens locaux. 
Dans les années 1960, la stratigraphie et le matériel découvert lors des fouilles des grottes des Cascades (Creissels), de Sargel (Saint-Rome-de-Cernon) et de la Médecine (Verrières), puis la reprise en 1969 des fouilles dans la grotte des Treilles (Saint-Jean-et-Saint-Paul), conduisent à retenir ce site comme éponyme et à abandonner le nom de Rodézien pour nommer cette culture.

## Chronologie
La stratigraphie des grottes de Sargel, des Cascades et des Treilles, bien que divergente selon les sites, permet de définir trois phases, apparaissant après le Chasséen récent local, s'étalant sur près d'un millénaire jusqu'à l'âge du Bronze ancien

### Phase ancienne
Durant la phase ancienne (2600-2300 av. J.-C.), l'industrie lithique se caractérise par l’apparition de grandes faucilles en silex et de pointes de flèches foliacées et tranchantes ; l'utilisation du silex blond est très rare. 
La céramique comprend de grands vases silos avec un décor de cordons lisses et des vases ronds avec un décor de cordon lisse ou de triangles hachurés. Les outils en os sont abondants (poinçons, ciseaux, lissoirs, gaines de haches). 
Les éléments de parure sont rares et peu diversifiés (pendeloques en bois de cerf et os, perles tubulaires en os rarement calibrées). Le métal est encore rare (petite hache, fragments de poignards, perles).

### Phase récente
Durant la phase récente (2300-2000 av. J.-C.), les pointes de flèches, foliacées ou pédonculées, sont taillées dans un silex de chaille rose ou beige. 
La céramique comprend des formes à profil en « S », le décor avec des pastilles au repoussé devient très fréquent. L'industrie osseuse demeure abondante. 
Les éléments de parure sont plus nombreux et plus variés notamment les perles (à ailettes, à pointe, calibrées), les pendeloques découpées dans l'os (« en griffe », type spécifique dit « des Treilles ») et les doigtiers d'archers. Les objets métalliques sont encore rares et se limitent à des éléments de parure (perles en tôle, pendeloques).

### Phase finale
Durant la phase finale (2000-1700 av. J.-C.), les pointes de flèche adoptent une forme caractéristique dite « en sapin », les poignards sont polis ou retouchés. 
Les céramiques conservent leurs formes antérieures mais les premiers fonds plats apparaissent et le décor gravé disparaît au profit de cordons imprimés et de larges anses en ruban. L'industrie osseuse disparaît. 
Les éléments de parure sont toujours aussi abondants et se standardisent conduisant à l’apparition d'une parure typique des Treilles constituée de pendeloques triangulaires biforées, de pendeloques en jayet en forme de griffe, de perles cylindriques à renflement médian et de perles en callaïs et calcite ambrée. Les objets métalliques deviennent abondants et concernent aussi bien les armes (poignards) que les éléments de parure (perles, pendeloques).

## Caractéristiques

### Habitat
Il se développe depuis le Larzac septentrional qui restera toujours la région la plus densément peuplée par cette culture. C'est un habitat essentiellement troglodytique, installé sur les versants à l'adret, l'occupation des grottes se limitant principalement à la zone éclairée par la lumière du jour, mais quelques habitats avec une exposition moins idéale voire dans l'obscurité ont été reconnus (grotte du Jas-del-Biau, grotte de la Clapade, grotte des Cascades). Les aménagements y sont sommaires et se concentrent sur les foyers. Ce choix d'implantation entraîne une difficulté pour l’approvisionnement en eau : sur le plateau du Larzac, les grottes ou les avens où l'eau est accessible par suintement ne sont pas ceux choisis pour l'habitat mais la découverte de céramique atteste de leur fréquentation et de l'aménagement de puits.
Les stations de plein air découvertes, les premières dès le XIXe siècle, sur les Causses et avant-Causses, à l'ubac ou sur les sommets, et attribuées à la culture de Treilles pourraient correspondre à des déplacements estivaux de faible amplitude liés à l'élevage, la stabulation en altitude (causse Méjean notamment) n'étant pas envisageable en hiver. Les aménagements qui ont pu être réalisés sur ces sites sont inconnus, seuls quelques pavages grossiers rubéfiés par le feu ont été découverts. Le matériel lithique recueilli sur site correspond principalement à des grattoirs et des perçoirs probablement utilisés durant la vie pastorale d'estive.

### Sépultures
Ce sont des sépultures collectives. Leur type s'adapte à la nature rocheuse du sol : dolmens, tumulus et coffres sur les plateaux calcaires, grottes ou abris sous roche lorsque la roche peut être creusée facilement. Quelques sépultures en zone d'habitat ont pu être observées (grotte de Sargel, station du Chat à Roquefort-sur-Soulzon). 
Les dolmens sont très abondants sur les Grands Causses. Ce sont essentiellement des dolmens simples avec une chambre rectangulaire délimitée par trois orthostates, ouvrant à l'est et recouverte d'une unique table de couverture. Les coffres, éventuellement recouverts d'une dalle, sont de dimensions plus réduites. 
Les grottes utilisées sont de petite taille, leur entrée devant être fermée par des dalles en calcaire (grotte d'Ambouls à Nant, grotte des Truels à Millau, abri des Terrisses à Gatuzières), à l'accès acrobatique ou dissimulé par la végétation. Utilisées durant une période assez brève, elles peuvent pour autant abriter de nombreuses sépultures. Plus riches et mieux préservées que les dolmens, leur fouille a livré de nombreux enseignements.
Les corps sont déposés à même le sol. La réutilisation des tombes pour des ensevelissements successifs s'accompagne d'une optimisation de l'espace funéraire : crânes et os longs des sépultures antérieures font l'objet d'un rangement sur les bords.

### Résultats génétiques
Les tests génétiques obtenus du Y-chromosome de 22 personnes inhumées dans la grotte de Treilles sont : 20 G2a et 2 I2a1.